# Ofertar Ao Vivo
Ofertar é o álbum de estréia ao vivo da cantora brasileira Mylla Karvalho, lançado em 11 de abril de 2009, em forma Independente, após a sua saída da banda Companhia do Calypso.

## Antecedentes e lançamento
Após sair da Companhia do Calypso, para dedicar-se exclusivamente a vida religiosa, Em 2008, Mylla anunciou que passaria a se dedicar suas atividades como cantora apenas à gravação de canções com letras de temática cristã, porém no mesmo ritmo que a tornou conhecida o calypso, a cantora lançou o seu álbum de estréia em carreira solo na música gospel, lançado de forma independente em 11 de abril de 2009, intitulado Ofertar, no qual o irmão Milson Karvalho é autor de todas as faixas.
Liricamente as canções traduzem bem a fundo a oferta de sua vida a Deus. Foi gravado em 4 de dezembro de 2008, na Igreja de Cristo Ministério Nova Terra.

## Lista de faixas
| Edição padrão  |                        |                               |         |  |
| N.º            | Título                 | Compositor(es)                | Duração |  |
| 1.             | "Te Escolhi"           | Milson Karvalho               | 3:30    |  |
| 2.             | "Festa"                | Milson Karvalho               | 3:44    |  |
| 3.             | "Na Casa do Senhor"    | Milson Karvalho               | 3:03    |  |
| 4.             | "Carimbó"              | Milson Karvalho               | 3:31    |  |
| 5.             | "Ofertar"              | Milson Karvalho               | 6:00    |  |
| 6.             | "Glória"               | Milson Karvalho               | 6:22    |  |
| 7.             | "Tua Graça"            | Milson Karvalho               | 5:52    |  |
| 8.             | "Pule-Pule"            | Milson Karvalho Wadson        | 3:52    |  |
| 9.             | "Multidão"             | Milson Karvalho               | 3:50    |  |
| 10.            | "Jerusalém"            | Milson Karvalho               | 3:31    |  |
| 11.            | "Me Humilhar"          | Milson Karvalho               | 7:14    |  |
| 12.            | "Sara-me"              | Milson Karvalho Aline Morgana | 7:36    |  |
| 13.            | "João 3-16"            | Milson Karvalho               | 5:17    |  |
| 14.            | "Jesus Tá Te Chamando" | Milson Karvalho               | 6:32    |  |
| Duração total: | Duração total:         | Duração total:                | 50:08   |  |